# Cornelius Drebbel
Cornelius Jacobszoon Drebbel (Alkmaar, 1572 – Londra, 7 novembre 1633) è stato un inventore e alchimista olandese.
Famoso per aver costruito nel 1624 il primo sottomarino della storia e un microscopio composto, i suoi contributi spaziano dalla metrologia ai sistemi di controllo, dall'ottica alla chimica.

## Biografia

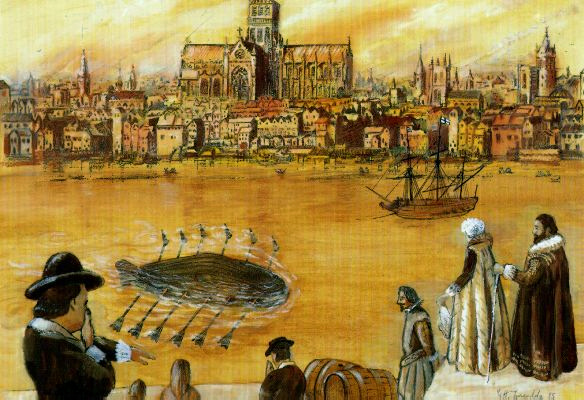
Il sottomarino di Drebbel

Dopo alcuni anni di studi presso la scuola latina di Alkmaar, nel 1590, Cornelis si iscrisse all'accademia di Haarlem presso la quale insegnavano Hendrick Goltz, incisore, pittore e umanista, Carel van Mander, pittore, scrittore, umanista e Cornelis Corneliszn di Haarlem. Lì Cornelis divenne un incisore provetto.
Nel 1595 sposò Sophia Jansdochter Goltz, sorella di Hendrick dalla quale ebbe 4 figli. Nel 1600, Drebbel per lavoro si recò a Middelburg per costruire una fontana presso Noorderpoort (porto nord). Lì ebbe occasione di conoscere Hans Lipperhey, che per professione si occupava di occhiali e della costruzione dei telescopi, e il suo collega Zacharias Jansen. Da costoro Drebbel imparò a molare le lenti e le basi dell'ottica. 
Nel 1604 circa la famiglia Drebbel si trasferì in Inghilterra, probabilmente su invito del nuovo re, Giacomo I d'Inghilterra (VI di Scozia). Qui Drebbel, tra le altre cose, lavorò alla fabbricazione delle maschere necessarie per le feste di corte. Fece anche amicizia con il principe erede al trono Enrico Federico Stuart. 
Nel 1610 Drebbel fu invitato a Praga alla corte dell'Imperatore Rodolfo II d'Asburgo. Dopo la morte di Rodolfo nel 1612, Drebbel tornò a Londra. Sfortunatamente il principe suo patrono Enrico era deceduto, per cui Drebbel dovette affrontare gravi ristrettezze finanziarie.